# Markendorfer Wald
Markendorfer Wald – las w południowo-zachodniej części Frankfurtu nad Odrą, w dzielnicy Markendorf, nieopodal Güldendorf. Jego powierzchnia wynosi ok. 169-171 ha, na jego obszarze znajduje się m.in. jezioro Fauler See.
Wchodzi w skład rezerwatu przyrody Fauler See/ Markendorfer Wald. Został objęty programem Natura 2000.